# Iunia Silana
Iunia Silana (* um 15; † 59 in Tarent), kurz Silana genannt, war eine römische Senatorentochter, bekannt als Gegenspielerin Agrippinas der Jüngeren.

## Leben
Iunia Silana war wohl eine Tochter des Marcus Iunius Silanus Torquatus und der Aemilia Lepida, einer Urenkelin des Augustus. Sie war dem römischen Geschichtsschreiber Tacitus zufolge aus „edlem Geschlecht, ausgezeichnet durch Herkunft, Schönheit, Zügellosigkeit“. Aus ihrer Ehe mit Gaius Silius wurde sie im Jahre 47 durch die Kaisergattin Valeria Messalina verdrängt.
Der Agrippina war sie lange „sehr wert“. Seit sie aber den adeligen Jüngling Titus Sextius Africanus von der Vermählung mit der kinderlosen Iunia Silana abbrachte, sie als unzüchtig und ältlich beschimpfte, waren die beiden „heimlich“ verfeindet. Im Jahr 55 besucht Iunia die vereinsamte Agrippina, zunächst „ungewiss, ob aus Liebe oder Hass“. Nun stellt Iunia aus Rache zwei ihrer Klienten als Kläger auf, die Agrippina beschuldigten, sie wolle sich durch eine Ehe mit Rubellius Plautus und einen Umsturz erneut des Staates bemächtigen. Diese Nachricht erregte Nero so sehr, dass er sogar die Ermordung seiner Mutter ernsthaft erwog. Agrippinas Verteidigung führte jedoch zur Verbannung Iunias. Nicht lange vor dem Tod der Agrippina im März 59 kehrte Iunia Silana aus entfernterem Exil nach Tarent zurück, „als Agrippina, durch deren Feindschaft sie gefallen, schon nicht mehr fest stand oder endlich besänftigt war“, und starb bald darauf.
Nach einer These von Raoul Verdière ist die fiktive Figur der lasterhaft schönen Tryphaena in Petrons Satyricon nach dem Vorbild der Iunia Silana gezeichnet.